# Can Prunet (Taradell)
Can Prunet és una obra de Taradell (Osona) protegida com a Bé Cultural d'Interès Local.

## Descripció
Casa de planta rectangular entre mitgeres, de planta baixa i pis i coberta a dues aigües amb carener paral·lel a la façana principal. Aquesta última presenta, en la plana baixa, tres obertures: dues portes i una petita finestra. A la part central es troba la porta principal, d'arc de mig punt i adovellada amb grans blocs de pedra regulars i ben escairats. La clau de volta compta amb la inscripció “IHS · PERE · PRUNET · 1587” en relleu, dins un camper. Al costat hi ha una petita finestra d'arc a nivell amb llinda i brancals de pedra ben escairats, i a l'extrem oposat una porta rectangular de grans dimensions amb brancals de pedra i llinda de fusta. Al primer pis hi ha tres finestres d'arc pla de pedra escairada amb l'intradós motllurat i un guardapols dentat. Corona la façana un ràfec amb imbricacions. El parament és arrebossat i pintat.